# Lancelot Eric Richdale
Lancelot „Lance“ Eric Richdale, OBE, (* 4. Januar 1900 in Marton; † 19. Dezember 1983 in Auckland) war ein neuseeländischer Lehrer und Amateurornithologe.

## Leben
Richdale absolvierte seine Schulzeit in Wanganui. Nachdem er 1922 am Hawkesbury Agricultural College in der Nähe von Sydney, Australien, ein Diplom erworben hatte, ließ er sich in Dunedin als Lehrer nieder.
Richdales Hauptinteresse galt den Seevögeln, insbesondere Pinguinen und Sturmvögeln. Er beschäftigte sich den größten Teil seines Lebens mit Langzeitstudien verschiedener Arten und engagierte sich für den Schutz der Nordkönigsalbatrosse (Diomedea sanfordi) in Taiaroa Head, Otago Peninsula, nachdem er dort 1938 die erste erfolgreiche Jungenaufzucht beobachten konnte. Obwohl er seine Forschungsarbeit überwiegend auf der neuseeländischen Südinsel durchführte, verbrachte er einige Zeit im Ausland, darunter von 1950 bis 1951 als Fulbright-Stipendiat an der Cornell University und von 1952 bis 1955 als Nuffield-Forschungsstipendiat am Edward Grey Institute for Bird Research. Nach seiner Pensionierung als Lehrer arbeitete er von 1960 bis 1963 als Nuffield Fellow für die Zoological Society of London.
Richdale war ein Mitglied der Royal Australasian Ornithologists Union (RAOU) und verfasste zahlreiche Beiträge für deren Organisationsjournal Emu aber auch für mehrere andere wissenschaftliche Zeitschriften. Er veröffentlichte eine Reihe von populärwissenschaftlichen Heften über die neuseeländische Avifauna sowie biologische Monographien über seine Forschungsarbeit. Ferner erschienen die Bücher Sexual Behaviour in Penguins (1951 beim Verlag University of Kansas Press) und A Population Study of Penguins (1957 beim Verlag Clarendon Press).

## Auszeichnungen und Dedikationsnamen
Für seine Publikationen erhielt Richdale 1952 den Doctor of Science der University of New Zealand und 1953 die Hector Memorial Medal der Royal Society of New Zealand. Für seine Verdienste um die Ornithologie wurde er 1982 zu Ehren des Geburtstags der britischen Königin Elizabeth II. zum Officer of the Order of the British Empire ernannt. 2019 wurde die subfossile Unterart Megadyptes antipodes richdalei des Gelbaugenpinguins nach Richdale benannt.